# サダドー岬
サタドー岬（サタドーみさき）は、東京都三宅村に位置し、太平洋に面する岬。

## 概要
海面から約20mの高さでそびえる絶壁の岬で、流れ出た溶岩と火山弾を見ることができる。 ここに立つ白亜の無人灯台（サタドー岬灯台）は、1954年（昭和29年）に初点灯された。 海ガメがよく見られるポイントのひとつとしても知られる。
岬の名前である「サタドー」の語源はヒンディー語の「地獄」という説と、見通しの良い岬なので「便りや知らせ」を意味する「沙汰」からきているという説がある。

## 交通
- 東京都道212号三宅循環線
- 東海汽船 三池港よりバス5分